# Sívritos
Sívritos, Síbritos, Síbrita ou Sívrita (em grego: Σίβρυτος/Σύβριτα; romaniz.: Sívritos/Sývrita) foi uma antiga cidade cretense situada no vale Amári, onde hoje está a vila de Trónos. O nome Sívritos deriva das palavras si, que nas línguas orientais antigas significa água, e vriti, que é de origem pré-histórica e significa doce. Possui uma estratégica localização, controlando em seu tempo a rota norte-sul do vale Amári. Arqueólogos especulam que a antiga cidade de Sulia, atual Agía Galíni, foi o porto de Sívritos. Os muros da cidade são visíveis na colina acima de Trónos.
Foi identificada como tendo sido habitada desde o período minoico recente em vista da descoberta de túmulos típicos. Sívritos foi importante durante os períodos grego (a partir do século V a.C.) e romano. Durante o período romano a cidade começou a cunhar moedas de prata representando os deuses Dionísio, Zeus e Hermes. Permaneceu como uma cidade importante durante o período bizantino inicial e foi sede de um episcopado, no entanto acabou por ser destruída por piratas sarracenos.